# Ca$h
Cash (habitualmente escrito Ca$h) es una thriller de acción y de delincuencia dirigida por Stephen Milburn Anderson y protagonizada por los actores Sean Bean y Chris Hemsworth.

## Argumento
La vida de Sam Phelan (Chris Hemsworth) y su esposa Leslie (Victoria Profeta) cambia radicalmente cuando cae sobre su coche una maleta llena de dinero en efectivo, arrojada desde otro coche y comienzan a gastarlo.
Pero Pyke Kubic (Sean Bean) hará lo imposible para encontrar y recuperar ese dinero. Toda la trama está ambientada en Chicago. 

## Reparto
- Sean Bean es Pyke Kubic / Reese Kubic.
- Chris Hemsworth es Sam Phelan.
- Victoria Profeta es Leslie Phelan.
- Mike Starr es Melvin Goldberg.
- Glenn Plummer es Glen el fontanero.
- Michael Mantell es Mr. Dale.
- Tim Kazurinsky es Vendedor de Chunky Chicken.